# Arte de portas abertas (Funchal)
Le projet Arte de portas abertas (en français Art des Portes Ouvertes) est une initiative artistique visant à revitaliser le vieux quartier de Funchal, sur l'île de Madère. Le projet débute en 2010 et, depuis lors, des centaines de portes dans la vieille ville, notamment sur la Rua de Santa Maria, ont été peintes par d'innombrables artistes.

## Historique
La première porte à avoir été peinte dans le cadre de ce projet se trouve au numéro 207 de la Rua da Carreira, en août 2010, par Martinho Mendes. José Zyberchema et d'autres artistes proposent l'initiative au conseil municipal et, avec le soutien de l'ancien secrétaire régional du tourisme João Carlos Abreu, ils mettent le plan à exécution. En avril 2011, les premières portes de la Rua de Santa Maria commencent à être travaillées par Marcos Milewski et Gonçalo Martins. Dès lors, des centaines d’artistes locaux travaillent sur les portes de cette rue,,,.

## Galerie

Arte de portas abertas ou fenêtres (Funchal)
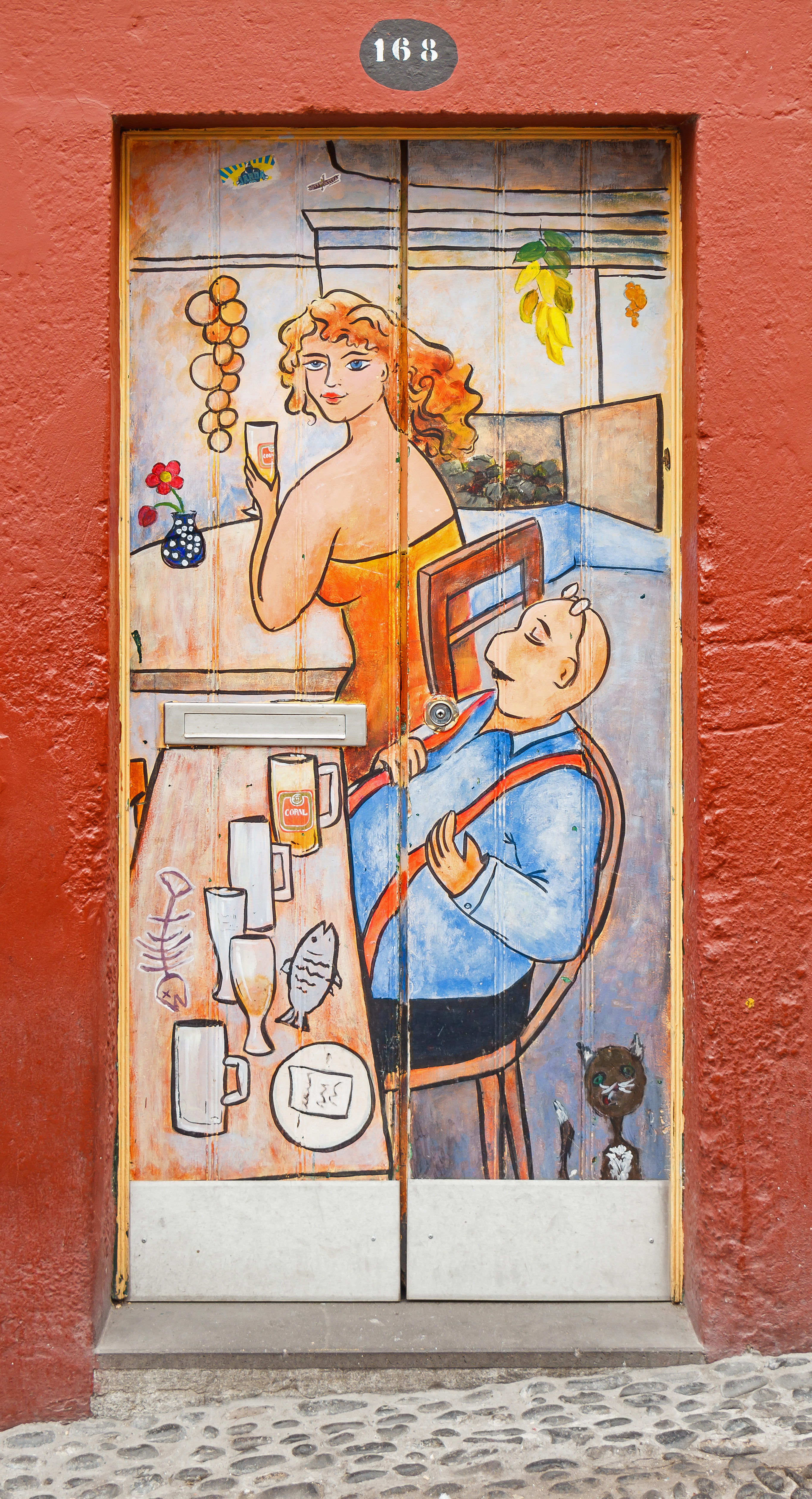
Dans le cadre de Arte de portas abertas (Funchal), rua de Santa Maria. Mars 2020.
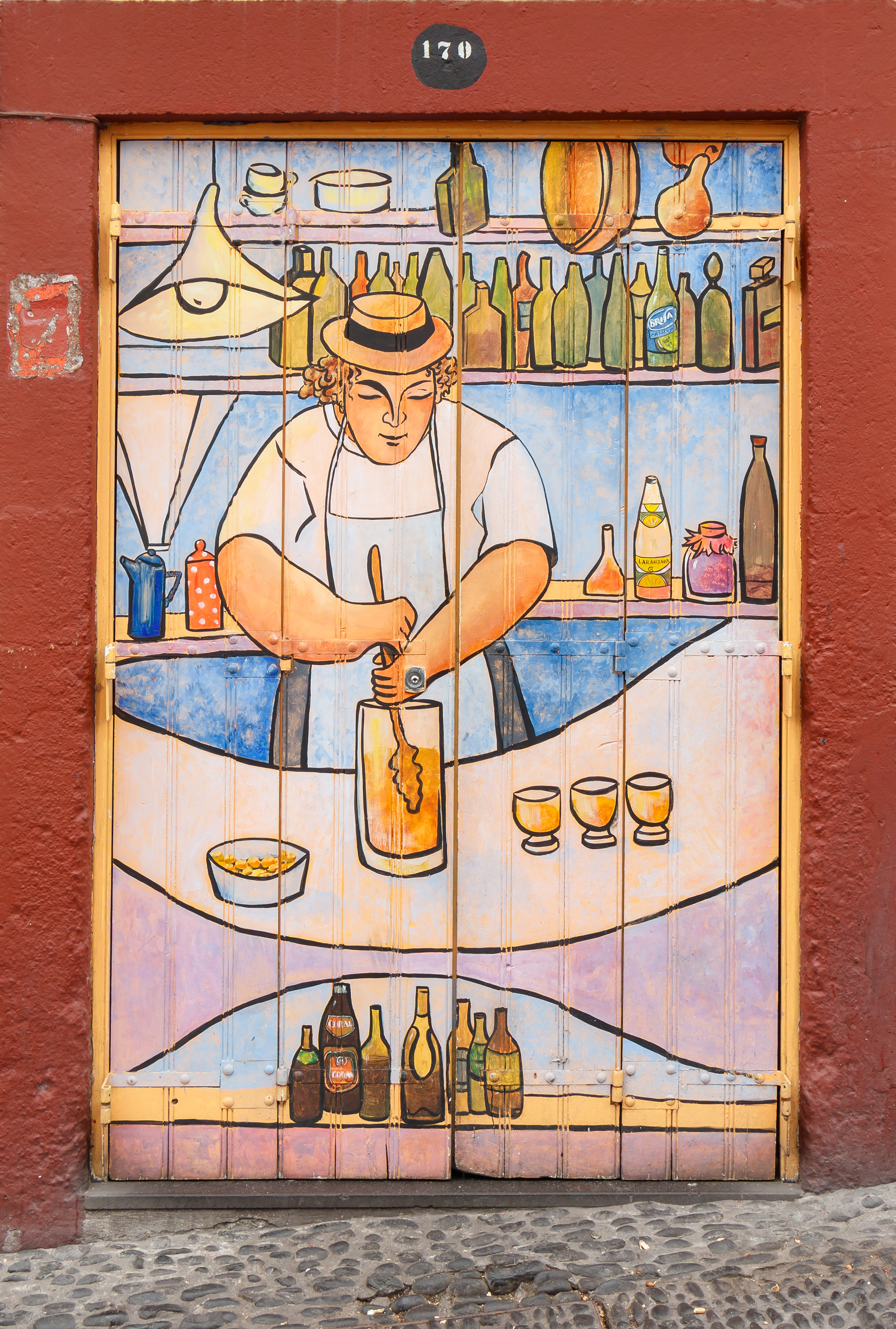
Dans le cadre de Arte de portas abertas, rua de Santa Maria, la préparation de la poncha. Mars 2020.
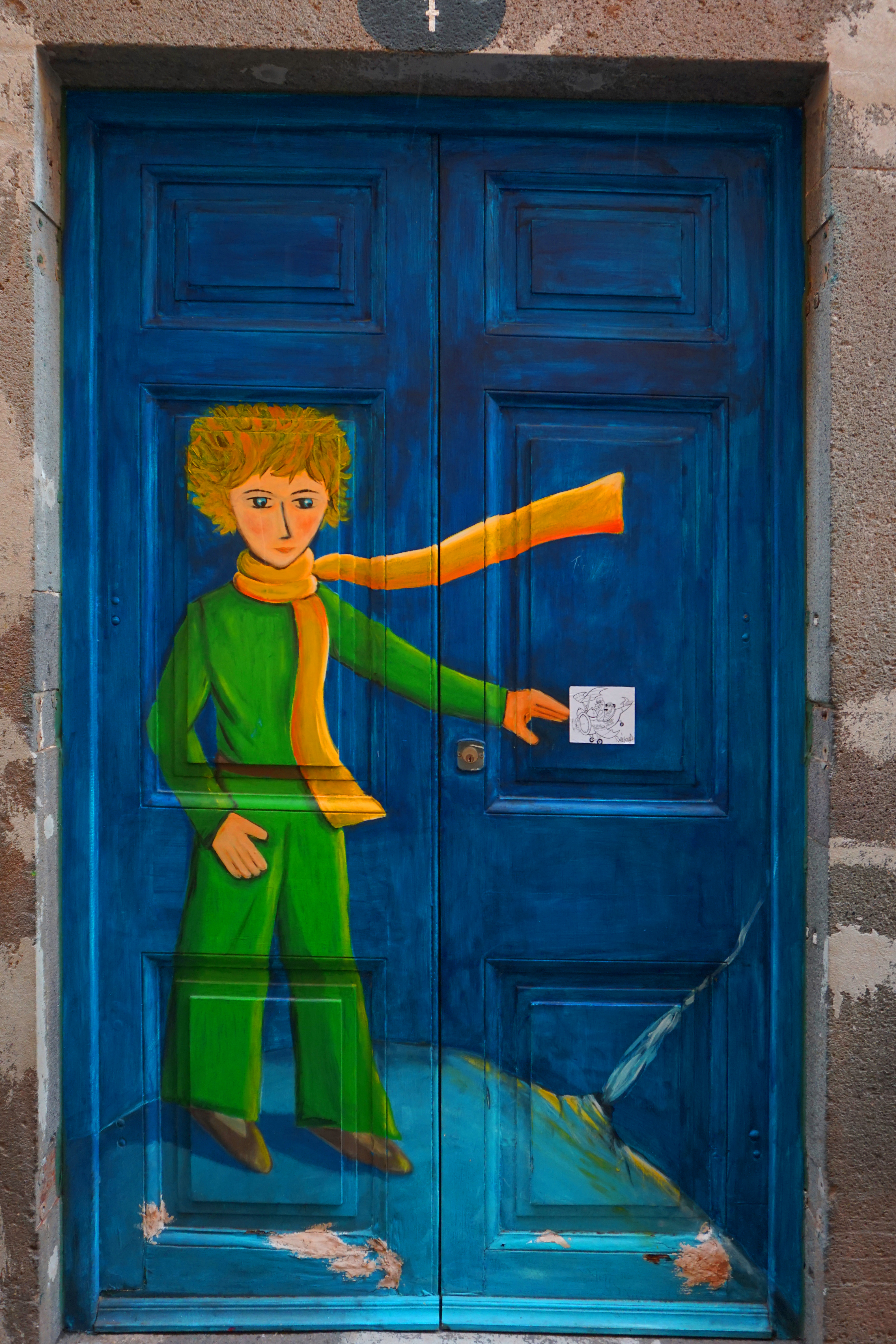
Le Petit Prince dans le cadre de Arte de portas abertas, rua de Santa Maria (2019).
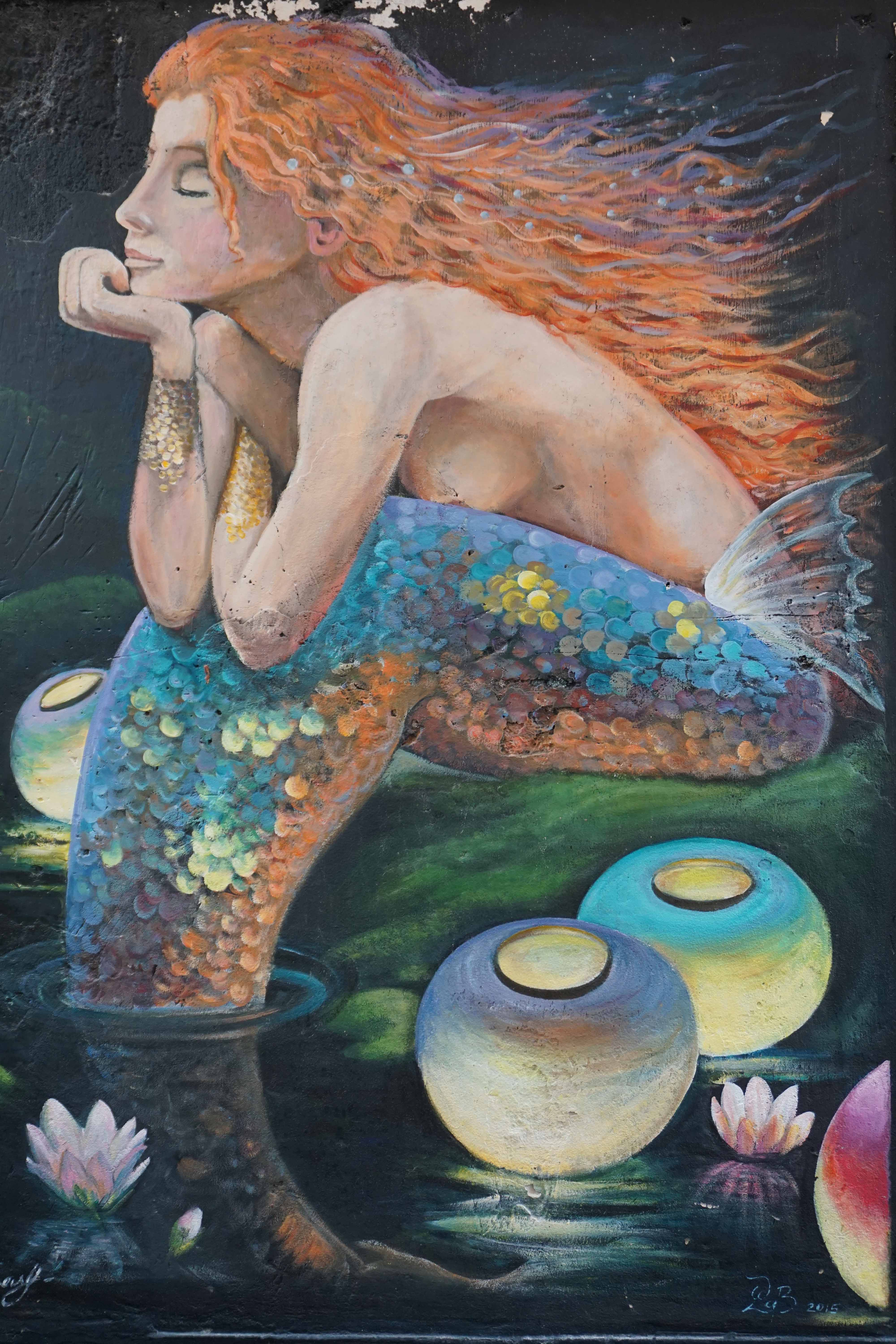
La Sirène dans le cadre de Arte de portas abertas, rua de Santa Maria (2019).
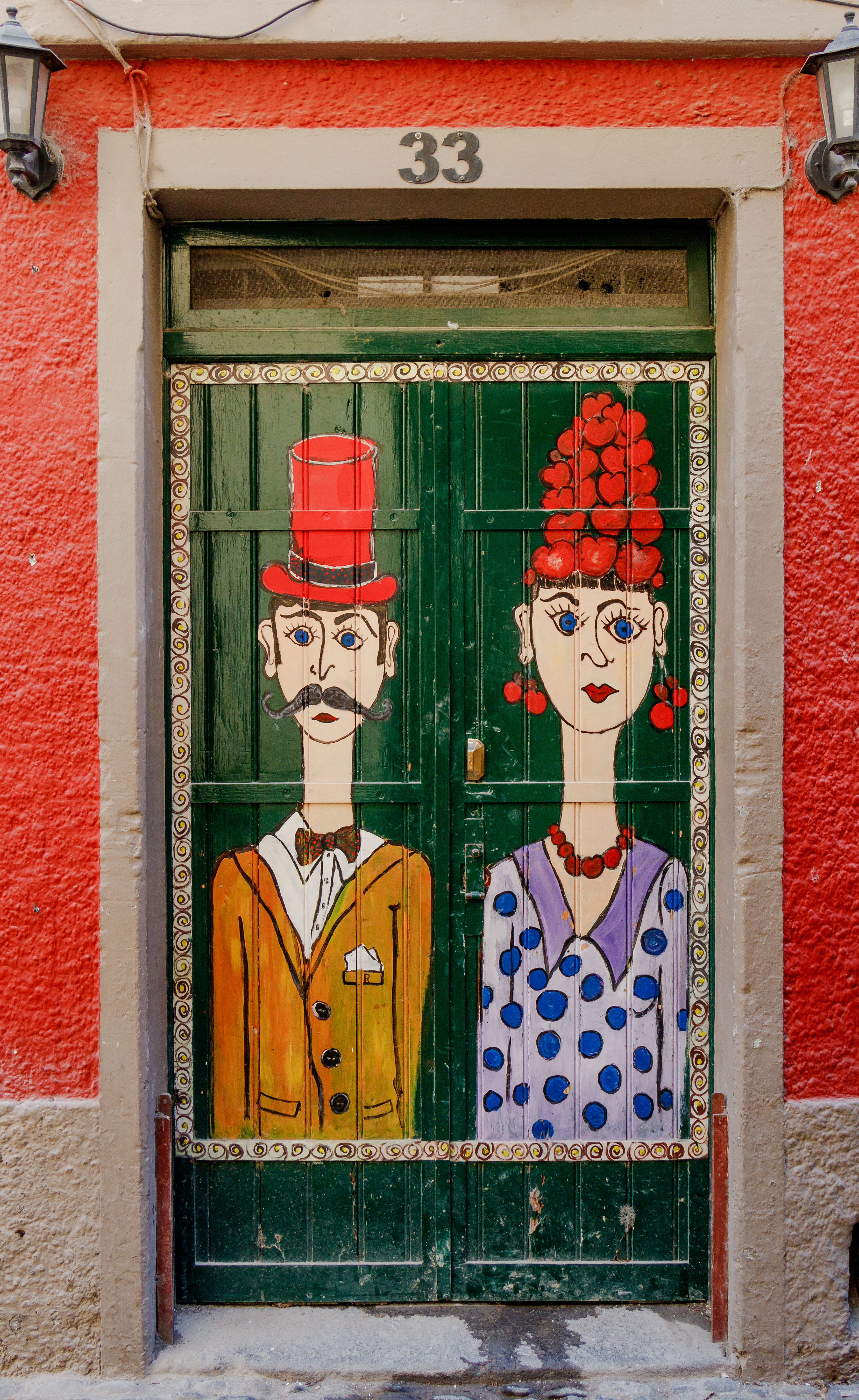
De même. Mars 2020.
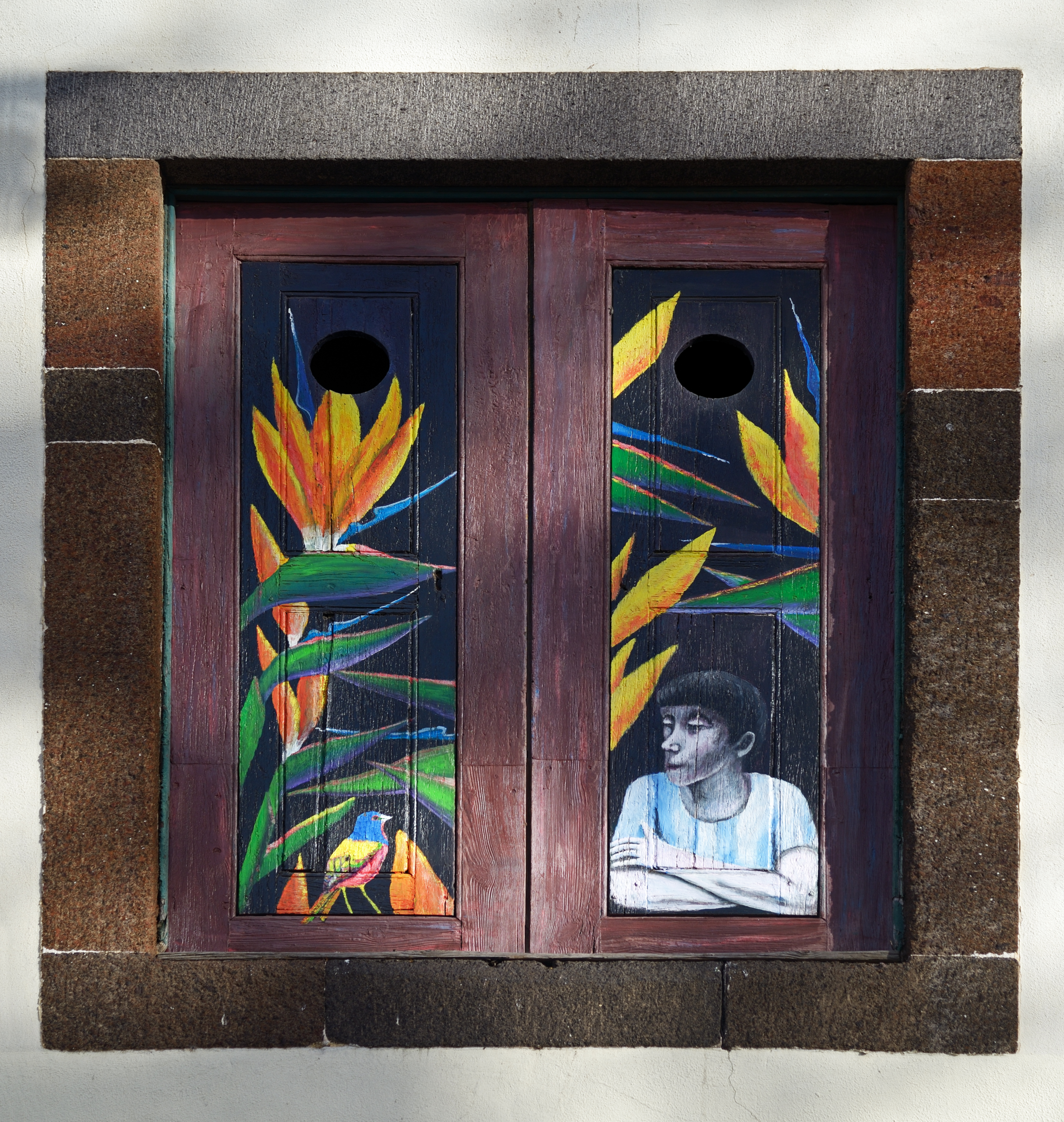
Fenêtre peinte, montrant un garçon et un oiseau, ainsi qu'un strelitzia. Janvier 2017.